# Крънджилица
Кръ̀нджилица е село в Югозападна България. То се намира в община Петрич, област Благоевград.

## География
Село Крънджилица се намира в планински район в северните склонове на Огражден планина.

## История
В „Етнография на вилаетите Адрианопол, Монастир и Салоника“, издадена в Константинопол в 1878 година и отразяваща статистиката на населението от 1873 година, Кринджилица (Crinjilitza) е посочено като село със 17 домакинства и 53 жители българи.
Към 1900 г. според статистиката на Васил Кънчов („Македония. Етнография и статистика“) населението на село Кранджилица (Крижилница) брои общо 285 българи.
Всички християни от селото са под ведомството на Българската екзархия. По данни на секретаря на Екзархията Димитър Мишев („La Macédoine et sa Population Chrétienne“) в 1905 година в Кринджилици (Krindjilitzi) има 192 българи екзархисти.
През 1911 година в селото е осветена църквата „Св. св. Кирил и Методий“, чийто строителство приключва само за една година. Първият свещеник на храма е отец Димитър Чиплаковски от Берово, който служи тук от 1911 до 1917 година.
При избухването на Балканската война един човек от Крънджилица е доброволец в Македоно-одринското опълчение.

## Население

### Етнически състав
Преброяване на населението през 2011 г.
Численост и дял на етническите групи според преброяването на населението през 2011 г.:
|                     | Численост |
| Общо                | 7         |
| Българи             | 7         |
| Турци               | -         |
| Цигани              | -         |
| Други               | -         |
| Не се самоопределят | -         |
| Неотговорили        | -         |